# Nikola Klanicová
Nikola Klanicová (* 1973) je česká spisovatelka a kaligrafka.
Vystudovala obor geologie se zaměřením na geochemii na Přírodovědecké fakultě Masarykovy university v Brně, kde se věnovala výzkumu pravidelných prostorových struktur v geologických objektech a popularizaci matematické logiky. Píše eseje i prózu a souběžně se zabývá současnou kaligrafií.[zdroj?]

## Dílo
- Cizorodá vášeň. Jota (2016), Kaligrafie Monica Dengo. ISBN 978-80-7565-089-4
- An alien ardour. Jota (2016), Calligraphy Monica Dengo, translation: Václav Z. J. Pinkava. ISBN 978-80-7565-090-0
- Krasopis : naučte se psát krásně. Grada (2017), ilustrace Václav Šípoš. ISBN 978-80-271-0538-0
- Začínáme včelařit : příručka pro začátečníky. Spoluautoři Jaromír Klanica, Jan Radek, Cpress (2019) ISBN 978-80-264-2702-5
- Kouzlo psané rukou. Grada, (2020), ilustrace Yukiko Taima. ISBN 978-80-271-2507-4